# Pôle Marennes-Oléron
Le Pôle Marennes-Oléron est un Pôle d'équilibre territorial et rural et anciennement un pays au sens d'aménagement du territoire française, située dans le département de la Charente-Maritime et la région Nouvelle-Aquitaine. Son président élu en 2008 est Mickaël Vallet, maire de Marennes.

## Description
Le pays regroupant 15 communes a été créé le 24 décembre 1997. Le conseil de développement du pays a été créé en janvier 2003. Il devient un Pôle d'équilibre territorial et rural en 2015, le nom change alors : Pays est remplacé par Pôle.

## Communes membres
Le pôle est constitué de deux communautés de communes représentant 15 communes :
- la communauté de communes de l'Île-d'Oléron ;
- la communauté de communes du Bassin de Marennes.

## Pour approfondir